# Temple Birmingham
Le Temple Birmingham est la première congrégation Juive humaniste. Il fut fondé par le rabbin Sherwin Wine à Farmington Hills (Michigan), en 1963.

## Déroulement
Le Temple Birmingham est célèbre pour le déroulement inhabituel des Bar Mitzvah. Le garçon ou la fille Juive choisit un héros du judaïsme qu'il ou qu'elle contacte et rédige un écrit qu'il/elle donne à la fin à la congrégation.
Le garçon ou la fille travaille avec son mentor (généralement un membre de longue date du temple) sur l'étude de différents héros avant d'en choisir un et de rédiger son écrit sur ce dernier.
Le texte met en lumière les contributions importantes que l'individu fait ou a fait dans sa vie en faveur du reste de l'humanité, mais aussi comment et pourquoi le héros est considéré comme humaniste. Contrairement aux autres Bar Mitzvah pour lesquelles il y a habituellement un lourd silence, il y a au Temple Birmingham de nombreux applaudissements à la fin de la présentation pour féliciter le travail réalisé.